# Middle Island (Tristan da Cunha)
Middle Island ist eine etwa 20 Hektar kleine Insel im Südatlantik, gelegen zwischen Nightingale Island und Stoltenhoff Island. Sie ist Teil der Inselgruppe Tristan da Cunha und gehört somit zum Britischen Überseegebiet St. Helena, Ascension und Tristan da Cunha.
Die Insel ist seit jeher unbewohnt. Ihr Name kommt von ihrer Lage „in der Mitte“ zwischen den Inseln Nightingale und Stoltenhoff.